# Keir Starmer
Keir Starmer (teljes nevén: Sir Keir Rodney Starmer) (Southwark, 1962. szeptember 2. –)  angol politikus, 2020. április 4. óta a brit baloldali Munkáspárt vezetője, 2024. július 5. óta az Egyesült Királyság miniszterelnöke.

## Életpályája
London Southwark nevű negyedében született. Szülei Rod Starmer és Josephine Baker. A Reigate Grammar Schoolba, majd a Leedsi Egyetemre, később az Oxfordi Egyetemre járt. 2007-ben kötött házasságot Victoria Alexanderrel (2014-től Lady Victoria Starmer). Mint munkáspárti képviselő, 2015 óta tagja az Egyesült Királyság parlamentjének.
A Munkáspártnak a 2019. decemberi választáson elszenvedett veresége után 2020. április 4-én megtartott pártvezető-választáson Keir Starmer lett Jeremy Corbyn utódja, miután egyetlen forduló során 490 000 párttag szavazata közül nagy fölénnyel nyert: 275 480 szavazatot és 56%-ot szerzett. Ugyanakkor legnagyobb riválisa, a „corbynisták” jelöltje, a fiatal manchesteri Rebecca Long-Bailey csupán 27%-ot és 135 215 tag bizalmát szerezte meg.
2024-ben a pártja hatalmas győzelmet aratott és július 5-én miniszterelnökként hivatalba lépett. Megválasztása után meghírdetett politikai kinyilatkoztatása az volt, hogy "az ország az első, a párt a második" és kormánya a "nemzeti megújulásra" fog összpontosítani.